# Ernesto Dudok
Ernesto Dudok, vollständiger Name Ernesto Simón Dudok Parrilla, (* 14. Januar 1987 in Montevideo) ist ein uruguayischer Fußballspieler.

## Karriere
Der 1,86 Meter große Mittelfeldakteur Dudok steht mindestens seit der Spielzeit 2009/10 in Reihen des in Montevideo beheimateten Vereins Racing. Dort bestritt er einschließlich der Saison 2014/15 insgesamt 104 Partien in der Primera División und traf dabei einmal ins gegnerische Tor (2009/10: 7 Spiele/0 Tore; 2010/11: 20/0; 2011/12: 16/0; 2012/13: 13/0; 2013/14: 25/0; 2014/15: 23/1). In der Saison 2016/16 wurde er 18-mal (kein Tor) in der höchsten uruguayischen Spielklasse eingesetzt. In der Saison 2016 folgten 14 weitere Erstligaeinsätze (ein Tor).